# Sbírkotvorný plán
Pojem sbírkotvorný plán (plán sbírky) vznikl v roce 1990 v Nizozemsku. Plán sbírky je nezbytným  pomocným prostředkem pro správu a řízení muzejní sbírky. Poskytuje přehledné znalosti o sbírce muzea, jejím vývoji a struktuře a především jasný přehled při vývoji dalšího řízení.
Účelem sbírkotvorného plánu je získat informace o sbírce. Plán umožňuje řízení ve vztahu ke sbírce a rozpracovat konkrétní plány pro optimalizaci řízení sbírky.
Plán sbírky je určen pro vlastní pracovníky muzea (či kterékoli jiné instituce), tak pro vedoucí pracovníky, veřejnost, žadatele o zápůjčky, darovatele či financovatele.